# Geothermiekraftwerk Unterhaching
Das Geothermiekraftwerk Unterhaching ist ein Erdwärmekraftwerk mit einer elektrischen Leistung von ca. 3,36 Megawatt und im Endausbau 70 Megawatt thermischer Leistung. Das Projekt im bayerischen Unterhaching wurde 2004 als Geothermieprojekt Unterhaching gestartet und liefert seit 2007 Fernwärme an die Haushalte der Gemeinde.

## Ziele
Ziel war zum einen, in Deutschland erstmals das von der prinzipiellen Fündigkeit wichtige Thermalwassergebiet des Süddeutschen Molassebeckens für ein kombiniertes Strom- und Fernwärmekraftwerk zu nutzen. Zum anderen kommt in der von Siemens errichteten Stromerzeugung erstmals in Deutschland der Kalina-Kreisprozess zur Anwendung, während das erste deutsche Erdwärmekraftwerk, das GKW Neustadt-Glewe, und das erste industrielle GKW Landau auf das Organic-Rankine-Cycle-Verfahren setzten. Während beim ORC-Verfahren das Thermalwasser genutzt wird, um organische Flüssigkeiten zu verdampfen, die dann eine Turbine antreiben, wird beim Kalina-Verfahren ein Ammoniak-Wasser-Gemisch verdampft. Das Kalinaverfahren ermöglicht prinzipiell einen höheren Wirkungsgrad, ist technisch aber noch wenig erprobt. Die Erzeugung elektrischer Energie begann am 2. Juni 2009.
Das Kraftwerk gewinnt seine Nutzwärme aus dem Thermalwasser einer Malmkarstschicht über eine Bohrung mit einer Schüttung von 150 Litern pro Sekunde. Das aus einer Teufe von 3.350 Metern geförderte Wasser hat eine Temperatur von 122 °C. Nach der Nutzung wird es in einer zweiten, 3.590 Meter tiefen Bohrung wieder in den Untergrund injiziert.
Die Kalina-Anlage zur Verstromung der Geothermie-Energie wurde 2017 stillgelegt. Das Verfahren hatte Pilot-Charakter und war wirtschaftlich nicht mehr rentabel. Nach Angaben der Betreiber war es in der Anfangsphase interessant, als es noch kaum Fernwärme-Abnehmer gab, die Energie zu verstromen. Mit rund 7000 Haushalten hat die Fernwärme 2017 mehr Teilnehmer als je vorgesehen, so dass sich der Schwerpunkt der Energienutzung darauf verschoben hat.

## Die Betreiber des Pilotprojekts Unterhaching
In Angriff genommen wurde das Geothermieprojekt Unterhaching von der Gemeinde Unterhaching in enger Kooperation mit dem Bundesumweltministerium mittels der eigens gegründeten Geothermie Unterhaching GmbH & Co. KG. Die Projektbetreuung erfolgte durch das Prüfungs- und Beratungsunternehmen Rödl & Partner.

## Förderung
Der Weg für das Projekt wurde zum einen durch eine eigens konzipierte Fündigkeitsversicherung und zum anderen durch die Förderung des Bundesumweltministeriums bereitet.

## Projektfortschritt
| 26. Januar 2004    | Startschuss für die Bohrung des ersten Bohrlochs. |
| 18. Februar 2004   | Bohrauftaktveranstaltung in Unterhaching mit dem damaligen Bundesumweltminister Jürgen Trittin, dem Vertreter des Bayerischen Staatsministeriums für Wirtschaft, Infrastruktur, Verkehr und Technologie Bernhard Wiesner und dem damaligen Bürgermeister von Unterhaching Dr. Erwin Knapek. |
| 27. September 2004 | Fündigkeit der Förderbohrung ist erreicht. |
| 2. Juni 2006       | Bohrbeginn der zweiten Bohrung (Injektionsbohrung). |
| 21. November 2006  | Richtfest der Kalina-Anlage. |
| 18. Januar 2007    | Erreichung der vorläufigen Endteufe der zweiten Bohrung. |
| 18. Juni 2007      | Start des Probebetriebs der Wärmeversorgung, zunächst über das Redundanzheizwerk mit Heizöl. |
| 4. Oktober 2007    | Wärmeversorgung mit geothermischer Energie. |
| 2. Juni 2009       | Offizielle Inbetriebnahme der Stromversorgung durch den Bundesumweltminister. |

## Geologie und Verfahren in Unterhaching
In Unterhaching wird das Verfahren zur hydrothermalen Geothermie angewendet: In einer Tiefe von ca. 3.000 - 3.500 Metern befindet sich der Malmkarst, eine wasserführende Gesteinsschicht (Aquifer). Von dort wird das heiße Wasser zur weiteren Nutzung an die Oberfläche gepumpt. Zur Nutzung des Thermalwassers wurde eine Dublettenbohrung ausgeführt: Ein Bohrloch wird zur Förderung des sehr mineralhaltigen Thermalwassers und das andere zu dessen Rückführung in die Gesteinsschicht, zur Reinjektion, verwendet. Die beiden Bohrungen wurden durch eine 3,5 km lange Thermalwasserleitung verbunden.
| 1. Bohrung (2004) | 3.350 m | 122 °C | 150 l/s2. Bohrung (2007) | 3.580 m | 133 °C | >150 l/s |

## Erzeugung elektrischer Energie

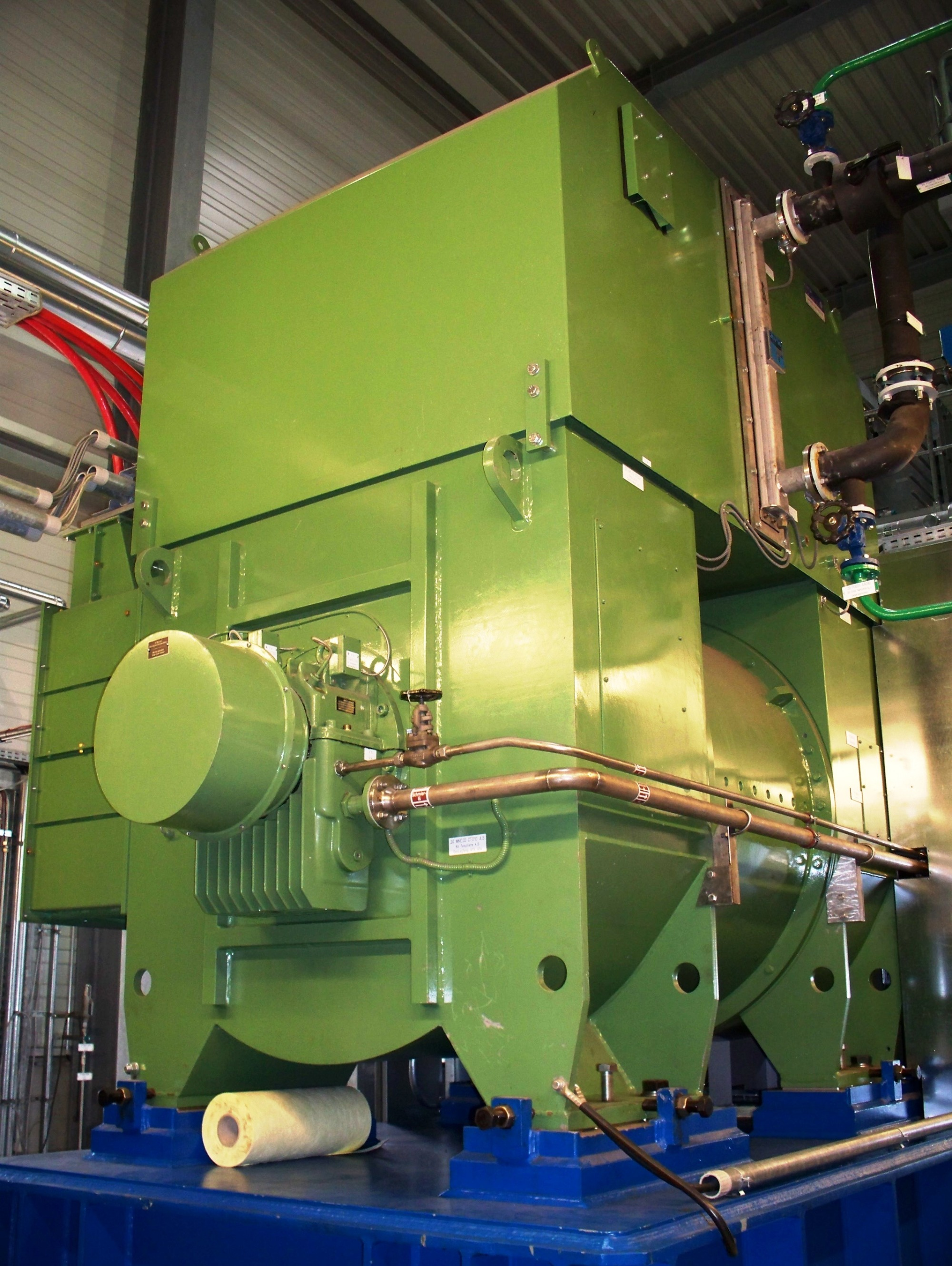
Die mit Ammoniak angetriebene Turbine und der elektrische Generator des Kraftwerks

Die Anlage zur Erzeugung elektrischer Energie wurde von der Siemens AG errichtet mit einer installierten Leistung von 4,1 MWel, die durchschnittliche Leistung beträgt 3,36 MWel. Dadurch können im statistischen Mittel bis zu 10.000 Haushalte mit elektrischer Energie versorgt werden.
Deutschlandweit wurde in Unterhaching zum ersten Mal eine Anlage zur Erzeugung elektrischer Energie nach dem Kalina-Prozess gebaut. Diese Technologie ist vor allem bei niedrigen Thermalwassertemperaturen vorteilhaft. Als Arbeitsfluid im Kreisprozess wird dabei Ammoniak eingesetzt, da damit eine Gewinnung elektrischer Energie bereits ab 90 bis 100 °C möglich ist. Ammoniak besitzt einen gegenüber Wasser deutlich niedrigeren Siedepunkt von −33 °C, allerdings muss in der Anlage mit höherem Sicherheitsaufwand ein Austritt des giftigen Ammoniaks in die Umwelt verhindert werden. Das Verfahren wurde 2017 stillgelegt.

## Fernwärme
Im Jahr 2006 wurde mit dem Bau des Fernwärmenetzes begonnen, welches bis Mitte 2008 eine Länge von mehr als 22 km umfasste und eine Anschlussleistung von fast 40 MW erreichte. Mit Beginn der Versorgung durch geothermische Energie (4. Oktober 2007), konnten allein in der ersten Heizperiode bis einschließlich April 2008 7.000 Tonnen CO2-Emissionen eingespart werden.
Da Geothermie jederzeit und ohne Schwankungen genutzt werden kann, wird die Grundlast ausschließlich durch Geothermie gedeckt. In Spitzen- und Ausfallzeiten hingegen wird die Versorgung durch ein Redundanzheizwerk sichergestellt, das mit fossilen Brennstoffen betrieben wird.